# Флаг Сент-Винсента и Гренадин
Государственный флаг Сент-Ви́нсента и Гренади́н — принят 12 октября 1985 года.
Флаг Сент-Винсента и Гренадин представляет собой триколор из трёх вертикальных полос синего, жёлтого и зелёного цветов. В центре жёлтой полосы, шириной 1/2 длины флага, зелёным цветом изображены три алмаза (ромба), расположенные в виде латинской буквы V — первой буквы в названии острова Винсент.

## История

Перевернутый вариант флага.

Официальная схема построения флага.

Сент-Винсент переходил из рук в руки французов и британцев на протяжении XVIII века. Так продолжалось до 1783 года, когда по Парижскому миру Франция навсегда уступила остров Великобритании, и Сент-Винсент стал коронной колонией в составе ее колониальной империи. В течение этого периода в качестве флага использовался британский синий кормовой флаг с гербом территории. Первоначально герб состоял из двух брюнеток, одна сжимала пальмовую ветвь слева, а другая со сложенными руками стояла на коленях перед алтарем справа. Этот дизайн был пересмотрен в 1907 году: цвет волос женщин был изменен на светлый, а в сложенные руки было добавлено блюдце. Впоследствии остров присоединился к Вест-Индской федерации в 1958 году и оставался частью этого политического союза до 1962 года. 27 октября 1969 года, через семь лет после роспуска федерации, Сент-Винсент стал ассоциированным государством, и принял вышеупомянутый синий флаг в качестве своего официального флага.
Когда 27 октября 1979 года Сент-Винсент стал независимой страной, национальным флагом был выбран флаг, разработанный уроженкой Сент-Винсента Элейн Ливерпуль. Он состоял из трех вертикальных равновеликих полос: синего, золотого и зеленого цвета, разделенных двумя тонкими белыми линиями, В центре флага располагался герб страны на листе хлебного дерева, которое привез на остров Уильям Блай. Однако вскоре выяснилось, что эта конструкция оказалась запутанной и дорогостоящей в производстве, а лист хлебного дерева трудно было распознать издалека . После того, как Новая демократическая партия одержала победу на выборах 1984 года, новый премьер-министр Джеймс Фитц-Аллен Митчелл попытался изменить дизайн флага. Был проведен общенациональный конкурс, но он зашел в тупик, поскольку ни одна заявка не была признана подходящей. Следовательно, Жюльен ван дер Валь — художник-график из Швейцарии, который также разработал флаг кантона Женева и символику Олимпийских игр, получил задание изменить флаг. Ему было поручено «модернизировать оригинальный флаг, сохранив те же цвета». Тем временем, в марте 1985 г. с флага были удалены белые полосы.
В версии Ван дер Валя девушки и лист хлебного дерева были заменены тремя ромбами, сгруппированными вместе в форме буквы «V», цвета флага остались теми же. Новый флаг был официально принят правительством 12 октября 1985 г. Есть некоторые разночтения относительно того, когда он впервые был официально поднят. Национальная газета островов The Vincentian утверждает, что это произошло во время церемонии у Военного мемориала в Кингстауне 21 октября. С другой стороны, Уитни Смит в «Британской энциклопедии» утверждает, что впервые он был поднят на день позже (22 октября). Флаг, который иногда называют «Самоцветами». Используется для всех целей, без каких-либо различий между гражданскими, государственными и военно-морскими объектами.

## Символика

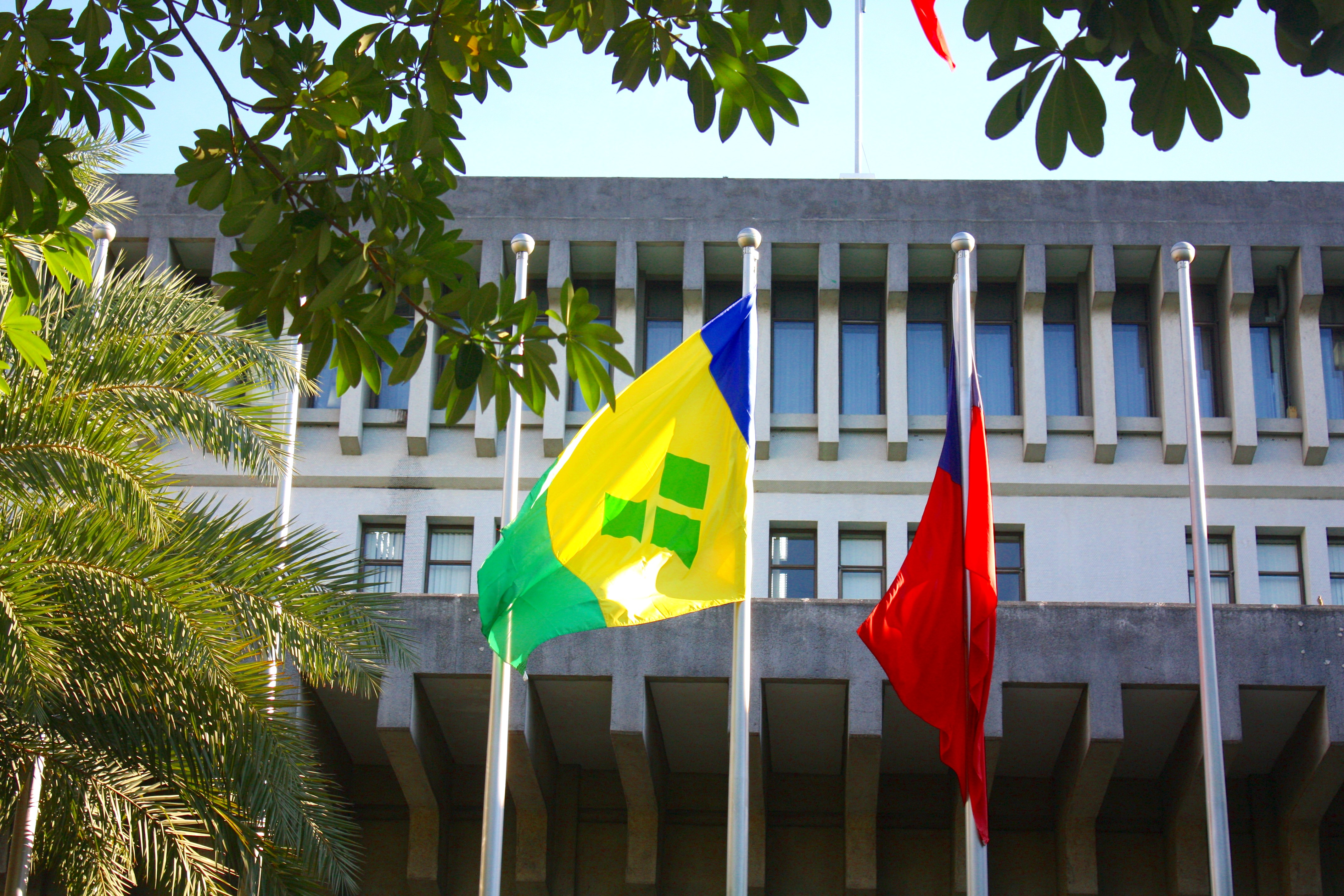
Флаг Сент-Винсента на здании МИД Тайваня в Тайбее.

Цвета и символы флага имеют культурное и политическое значение. Синий олицетворяет небо и море, в то время как золотой олицетворяет цвет островного песка, солнечный свет и «светлый дух» островитян. Зеленый цвет символизирует обильную растительность страны, а также жизненную силу коренного населения. Три алмаза связаны с прозвищами Сент-Винсента «Жемчужина Антильских островов» и «Драгоценность Карибского моря». Их расположение в форме буквы V связано с первой букве в слове «Винсент», они незначительно смещены вниз от центра, что указывает на географическое положение островов в Карибском море.

## Использование
Флаг Сент-Винсента используется в качестве удобного флага для иностранных торговых судов. Подобная норма была введена с целью увеличения доходов страны. Однако отсутствие регулирования в отношении таких судов вызвало опасения по поводу незаконной и подозрительной деятельности, такой как отмывание денег. Европейская комиссия обнаружила, что два судна под флагом Сент-Винсента находятся в черном списке региональных рыбохозяйственных организаций.

## Исторические флаги
| Флаг | Годы использования          | Описание |
| ---- | --------------------------- | --- |
|      | 1877–1907                   | Синий кормовой флаг с гербом, использовавшийся во времена Британского правления.                                                                                                  |
|      | 1907–1979                   | Синий кормовой флаг с гербом, использовавшийся во времена Британского правления.                                                                                                  |
|      | 27 октября 1979 – март 1985 | Вертикальный триколор состоящий из синих, золотых и зеленых полос, разделенных двумя тонкими белыми полосами, в центре флага изображен герб страны на фоне листа хлебного дерева. |
|      | март—21 октября 1985        | Удалены вертикальные белые полосы |